# Тръстикова овесарка
Тръстиковата овесарка (Emberiza schoeniclus) е птица от семейство Чинкови (Fringillidae). Среща се и в България, включен е в Закона за биологичното разнообразие.

## Разпространение
Видът се размножава в цяла Европа и голяма част от Палеарктика. Повечето птици мигрират на юг през зимата. Често се среща из тръстиковите полета, а също така и в по-сухи открити райони, като мочурища, както в низините, така и по височините.
Среща се и в България.